# Giovanni II. Orsini
Giovanni II. Orsini (seit 1323 auch Johannes Komnenos Dukas; mittelgriechisch Ιωάννης Κομνηνός Δούκας Iōannēs Komnēnos Doukas) (* um 1300; † 1335) war 1323–1324 Pfalzgraf von Kephalonia und von 1323 bis zu seinem Tod im Jahr 1335 Despot von Epirus.

## Leben
Giovanni II. war der Sohn des Grafen Giovanni I. Orsini von Kephalonia und der aus dem epirotischen Fürstenhaus stammenden Maria Angelina Komnenos Dukas. Er wurde um 1300 geboren. Sein älterer Bruder Nikola Orsini hatte 1318 die Macht in Epirus an sich gerissen, indem er Thomas Angelos Komnenos Dukas, seinen Onkel mütterlicherseits, ermordet hatte. 1323 beseitigte Giovanni II. seinen älteren Bruder auf die gleiche Weise und übernahm die Herrschaft in Epirus und auf den Ionischen Inseln.
Der neue Fürst nannte sich fortan wie bei den Griechen üblich Johannes und trat zur orthodoxen Kirche über. Von seinem angevinischen Lehensherren Philipp von Tarent musste er die Anerkennung seiner gewaltsam erlangten Herrschaft teuer erkaufen. Philipp ließ sich 1324 die Inseln Kephalonia, Ithaka und Zakynthos abtreten und belehnte damit seinen jüngeren Bruder Johann von Gravina, der auch Fürst von Achaia war. Johann nahm die Inseln persönlich in Besitz, als er dort auf seinem Weg zu einem Feldzug auf der Peloponnes Station machte.
Um dem Druck der Angevinen zu begegnen, verbündete sich Johannes mit den Byzantinern. Er erkannte die Oberherrschaft des 1328 zur Alleinherrschaft gelangten Kaisers Andronikos III. an und heiratete Anna, die Tochter des Protovestiars Andronikos Palaiologos, der im nördlichen Epirus Provinzgouverneur war. Dafür bekam er vom Kaiser den Despotentitel verliehen und Andronikos willigte sogar ein, Ioannina und Umgebung wieder mit dem Despotat zu vereinigen, nicht zuletzt weil die Bürger der Stadt darum gebeten hatten. Der enge Anschluss des Johannes an den Kaiser löste fast zwangsläufig eine Gegenreaktion der Neapolitaner aus, die 1331 ein Heer unter dem Kommando Walters von Brienne entsandten. Diesem gelang die Einnahme von Vonitsa und die Besetzung der Insel Leukas. Danach verbündete sich Walter von Brienne mit einigen albanischen Stammesführern, gemeinsam belagerten sie Arta und zwangen Johannes, wieder Vasall der Angevinen zu werden. Die fremden Truppen räumten dann Epirus, bis auf Vonitsa und Leukas, die in Händen der Neapolitaner blieben.
Als 1332 Stephan Gabrielopulos, der griechische Herr über den Westen Thessaliens, starb, nutzte Johannes das Machtvakuum und besetzte große Teile von dessen Gebiet inklusive der Residenz Trikala. Das meiste davon musste er bald wieder an Byzanz abtreten, als Andronikos III. im Herbst desselben Jahres an der Spitze seiner Truppen selbst nach Thessalien kam.
1335 starb Johannes überraschend, Gerüchte beschuldigten seine Gattin Anna, ihn vergiftet zu haben. Das Fürstentum Epirus erbte Johannes’ unmündiger Sohn Nikephoros II.

## Nachkommen
Giovanni II. hatte mit seiner Frau Anna Palaiologina zwei Kinder:
- den Sohn Nikephoros II. Orsini, Despot von Epirus
- die Tochter Thomais, verheiratet mit Simeon Uroš, Halbbruder des serbischen Zaren Stefan Dušan